# CMLL-REINAインターナショナルジュニア王座
CMLL-REINAインターナショナルジュニア王座は、CMLLとREINA女子プロレスが管理、認定していた王座。

## 歴史
2011年、キャリア9年以内の選手を対象にした王座として創設。7月8日、初代王座決定トーナメントをREINAで行い、CMLLでも防衛戦を行う。タイトルマッチはCMLLルールに則り無制限3本勝負とする。トーナメントには7人が出場。決勝戦では準決勝よりシードされたCMLLのセウシスとアイスリボンのRayが進出。無制限3本勝負で行われ、Rayが初代王座を獲得した。

## 歴代王者
| 歴代  | 選手     | 戴冠回数 | 防衛回数 | 獲得日付       | 獲得場所 （対戦相手・その他）   |
| ----- | -------- | -------- | -------- | -------------- | ------------------------------- |
| 初代  | Ray      | 1        | 0        | 2011年9月10日  | 東部フレンドホール セウシス     |
| 第2代 | シルエタ | 1        | 2        | 2011年10月18日 | メキシコシティ                  |
| 第3代 | セウシス | 1        | 不明     | 2013年6月4日   | ハリスコ州グアダラハラ          |
| 第4代 | シルエタ | 2        | 0        | 2014年8月3日   | メキシコシティ                  |
| 第5代 | 成宮真希 | 1        | 0        | 2014年8月8日   | レッスル武闘館                  |
| 第6代 | シルエタ | 3        | 1        | 2014年8月30日  | 後楽園ホール                    |
| 第7代 | ケイラ   | 1        | 不明     | 2017年1月29日  | メヒコ州ナウカルパン 2017年返上 |
| 第8代 | 小林香萌 | 1        | 0        | 2017年9月15日  | 新木場1stRING ハロチータ        |